# Frederik Cornelis Rab
Frederik Cornelis Rab (Vlieland, 4 juli 1891 - aldaar, 24 juli 1947) was burgemeester van Vlieland van 1929-1947.
Rab werd op Vlieland geboren als zoon van Meilom Rab (1838) en Aaltje Molenaar (1848). Rab werd Flippie Fluweel genoemd.
Toen hij op 1 februari 1929 burgemeester werd had Vlieland ongeveer 500 bewoners; tijdens de Tweede Wereldoorlog kwamen daar ongeveer duizend Duitsers bij.
Dokter Robert Turfbroer, leider van de plaatselijke Binnenlandse Strijdkrachten, zette burgemeester Rab na de bevrijding af, Jacobus Anker werd tijdelijk waarnemend burgemeester. Rab was echter zo geliefd dat een van de bewoners een handtekeningenactie aankondigde waarop Rab weer terugkwam. Hij bleef in functie tot zijn overlijden in 1947.